# Anushavan
Anushavan (in armeno Անուշավան?) è un comune di 2 185 abitanti (2010) della provincia di Shirak in Armenia.